# الیویر کایسن
الیویر کایسن (انگلیسی: Olivier Kaisen؛ زادهٔ ۳۰ آوریل ۱۹۸۳) دوچرخه‌سوار اهل بلژیک است.